# Excelsior Stadium
L'Excelsior Stadium est un stade de football situé à Airdrie, dans le North Lanarkshire en Écosse. Les Airdrieonians en sont le club résident.

## Histoire
Le stade est construit en 1998 pour accueillir les Airdrieonians (qui a connu des résultats de premier ordre dans les années 1990), en tant que Shyberry Excelsior Stadium, du nom de son sponsor de naming. Le club fait finalement faillite en 2002. Il est alors remplacé par l'Airdrie United FC, qui en reprend les installations. 
Les supporters et les médias surnomment parfois ce stade New Broomfield, en référence à l'ancien stade d'Airdrieonians, le Broomfield Park.

## Affluence
Le record d'affluence est établi le 6 novembre 2005 lors du match entre Hamilton Academical - St. Mirren pour la finale de la Challenge Cup avec 9 612 spectateurs.
Pour un match du club résident, les Airdrieonians, le record est de 9 044 spectateurs, le 23 août 2013, pour un match de Division 3 contre les Rangers.
Les moyennes de spectateurs des dernières saisons sont :
- 2014-2015 : 830 (League One)
- 2013-2014 : 1 592 (League One)
- 2012-2013 : 936 (Division One)

## Transport
La gare la plus proche est la gare de Drumgelloch (en), située à 5 minutes à pied. Le stade est rapidement accessible depuis l'A73 (en).

## Galerie

Dimensions du stade